# Паликурска базилика
Паликурската базилика (на македонска литературна норма: Паликурска базилика) е старохристиянски храм край неготинското село Паликура, община Росоман, централната част на Република Северна Македония.
Базиликата е разположена на платото по дължината на десния бряг на реката Вардар, преди вливането на Черна (Църна) и античния град Стоби. Отстои източно от село Паликура, на 2 km южно от Стоби, край моста за Паликура.
Базиликата е открита от български археолози в 1916 година, когато Вардарска Македония временно е освободена от Царство България по време на Първата световна война. Изградена е върху по-стара римска сграда в края на V - началото на VI век. В средата на VI век има втора строителна фаза. Според запазените остатъци храмът е трикорабна базилика с осмоъгълен мартириум от източната страна. Базиликата е част от по-голяма религиозен манастирски комплекс.
Теренът около църквата през средните векове се е използвал за гробище. В 1978 година при защитните разкопки на Западния некропол на Стоби, заплашен от строежа на железопътната линия Градско - Шивец, върху римска сграда са открити общо 261 късноантични и 16 средновековни гроба.